# Chorente
Chorente ist ein Ort und eine ehemalige Gemeinde (Freguesia) im nordportugiesischen Kreis Barcelos. Die Gemeinde hatte 761 Einwohner (Stand 30. Juni 2011).
Im Zuge der Gebietsreform am 29. September 2013 wurden die Gemeinden Chorente, Gueral, Pedra Furada, Courel und Góios zur neuen Gemeinde União das Freguesias de Chorente, Góios, Courel, Pedra Furada e Gueral zusammengefasst. Chorente ist Sitz dieser neu gebildeten Gemeinde.